# Hyposidra davidaria
Hyposidra davidaria är en fjärilsart som beskrevs av Gustave Arthur Poujade 1895. Hyposidra davidaria ingår i släktet Hyposidra och familjen mätare. Inga underarter finns listade i Catalogue of Life.